# Vida no mereixedora de vida

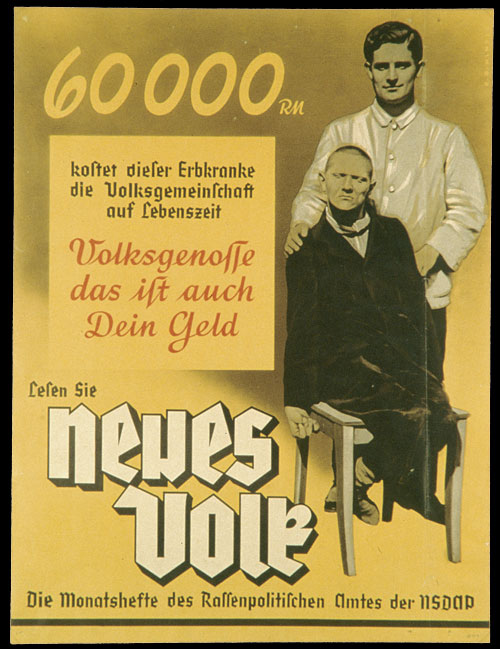

Vida no mereixedora de vida (en alemany: Lebensunwertes Leben) era el terme emprat pels nazis per a designar els segments de la població que, segons la seva política racial, no tenia cap dret a viure, i que per tant havia de ser exterminada. Aquest concepte formava part del nucli ideològic del nazisme i va culminar en l'holocaust i l'extermini de malalts mentals, dèbils i mutilats.
L'expressió apareix per a primer cop al títol d'un llibre de 1920, Die Freigabe der Vernichtung Lebensunwerten Lebens, de Karl Binding i Alfred Hoche. La teoria racial i eugenètica va ser confirmada pel metge i antropòleg Eugen Fischer (1874-1967) que va escriure el 1934: «Tant com descartem llinatges estrangers a la nostra raça, rebutjem malalties genètiques. Aquí reivindiquem un sacrifici, en efecte, un sacrifici incondicional. L'home amb una malaltia genètica greu, l'idiota, el malalt mental profund, però també el mutilat o espàstic que psicològicament pateix molt de la seva fatalitat, no tenen cap dret a procrear-se. Tothom que té prou seny i intel·ligència per a comprendre això, segueix el Führer Adolf Hitler al camí de la salut i del renovament del nostre poble.»

## Categories
Aquells considerats com a «desviats» o «font de perillositat social» a l'Alemanya nazi i a l'Europa ocupada entrava en aquesta categoria. Entre els «desviats» eren inclosos els malalts mentals, els discapacitats físics, els dissidents polítics, els homosexuals, els criminals i els pedòfils. Sota la segona categoria s'incloïen els sacerdots, els comunistes, els jueus, els gitanos o els Testimonis de Jehovà, entre d'altres. El grup més afectat d'entre tots en el programa genocida nazi va ser el dels jueus.
El concepte i la categorització va culminar en els camps d'extermini, instituïts per assassinar sistemàticament tots aquells considerats immereixedors de viure pels ideòlegs nazis. També va servir per justificar diferents pràctiques d'experimentació mèdica amb humans, programes d'eugenèsia o polítiques de segregació racial.